# Арктика-2007
«Арктика-2007» («Российская полярная экспедиция „Арктика-2007“») — российская научно-исследовательская экспедиция к Северному полюсу 2007 года, в ходе которой впервые в истории люди достигли дна в точке географического северного полюса. Целью экспедиции было в том числе доказать, что хребет Ломоносова, в районе которого по некоторым оценкам находится около 25 % мировых запасов углеводородов, является продолжением Сибирской континентальной платформы, что в соответствии с международным морским правом позволило бы России включить хребет в состав своего континентального шельфа и получить эксклюзивное право разрабатывать находящиеся на его территории полезные ископаемые.

## Ход экспедиции
В мае-июне 2007 года первая экспедиция проекта под руководством замдиректора ВНИИ Океангеологии Виктора Поселова на атомном ледоколе «Россия» обследовала дно Северного Ледовитого океана. С борта ледокола «Россия» действовал автономный подводный аппарат «Клавесин-1Р». Было сделано 600 км сейсмических профилей и обследована зона сочленения хребта Ломоносова с шельфом. 24 июля 2007 года экспедиция под руководством Чилингарова отправилась из Мурманска к Северному полюсу на научно-исследовательском судне «Академик Фёдоров» и атомном ледоколе «Россия».

### Пробное погружение
29 июля в точке с координатами 82° 29' с. ш. и 64° 28' в. д. в 47 морских милях (87 км) к северу от Земли Франца-Иосифа был произведён незапланированный пробный технический спуск на океанское дно в двух глубоководных обитаемых аппаратах «Мир». «Мир-1», пилотируемый Анатолием Сагалевичем, начал погружение в 9:36 по московскому времени, «Мир-2» под командованием Евгения Черняева — в 10:00. В 10:32 «Мир-1» достиг дна на глубине 1311 м, в 11:10 на дно спустился также и «Мир-2». К 14:20 оба аппарата благополучно поднялись на поверхность.

### Погружение в точке Северного полюса
2 августа в точке Северного полюса были совершены погружения в двух аппаратах «Мир».
Экипаж аппарата «Мир-1»:
- пилот — доктор технических наук Анатолий Сагалевич;
- заслуженный полярник Артур Чилингаров;
- будущий губернатор Тульской области Владимир Груздев.

Экипаж аппарата «Мир-2»:
- пилот — Евгений Черняев;
- почётный полярник России Фредерик Паулсен;
- гражданин Австралии, владелец туристической компании «Deep Ocean Expeditions» Майк МакДауэлл.

«Мир-1» начал погружение в 9:28 по московскому времени и в 12:08 достиг дна океана на глубине 4 261 м. (Интересно, что согласно измерениям американской подводной лодки Nautilus, в 1958 году глубина океана под Северным полюсом составляла 4087 метров). «Мир-2» начал погружение в 9:47 и в 12:35 достиг дна на глубине 4 302 м на расстоянии 500 м от Мира-1. Давление на дне 430 атмосфер. Аппараты отобрали пробы грунта и воды. В 13:46 оба аппарата начали всплытие, в 18:08 поверхности достиг «Мир-1», в 19:15 — «Мир-2».
«Мир-1» установил на дне флаг России, выполненный из титанового сплава в ОКБ «Факел» (Калининград), а также оставил капсулу с посланием потомкам и флагом партии «Единая Россия».

### Продолжение экспедиции
Была организована новая российская дрейфующая станция «Северный полюс-35». Корабль «Академик Фёдоров» с 24 полярниками, которым предстояло жить и работать на станции, в конце августа вышел из Тикси. 5 сентября в Чукотском море он встретился с ледоколом «Россия».
18 сентября в 65 милях к востоку от мыса Арктический (Северная Земля) было обнаружено подходящее для создания станции ледовое поле и в 16:00 по московскому времени были начаты работы по размещению «СП-35».

## Результаты
Первый запрос на принадлежность хребта Ломоносова был направлен Россией в ООН в 2001 году. 22 августа 2007 года Виктор Посёлов объявил, что предварительные результаты изучения подводного грунта свидетельствуют о том, что хребет Ломоносова является продолжением Сибирской платформы. 20 сентября Министерство природных ресурсов и экологии Российской Федерации сделало заявление, согласно которому предварительные результаты анализа модели земной коры по профилю «Арктика-2007» также доказывают, что хребет Ломоносова является частью прилегающего континентального шельфа.
В 2014 году представители института нефтегазовой геологии Сибирского отделения РАН заявили, что хребет Менделеева имеет континентальную, а не океаническую кору. Обновлённый запрос в ООН был направлен в 2015 году.

## Общественный резонанс
Томас Кейси (англ. Tom Casey), представитель Госдепартамента США заявил: «Не знаю, что они оставили на дне океана — металлический флаг, резиновый флаг, простыню. В любом случае, никакого правового значения или эффекта для их претензий это иметь не будет. Для нас уж точно это не представляет никакой претензии по существу».
Питер Маккей, министр иностранных дел Канады, назвал российскую экспедицию «обычным шоу» и прокомментировал: «Это ведь не пятнадцатый век. Вы не можете разъезжать по свету, устанавливать флаги и говорить „мы заявляем свои права на эту территорию“».
Другие страны — члены Арктического совета заняли схожую позицию.
Глава МИД РФ Сергей Лавров 2 августа в Маниле на региональном форуме АСЕАН, отвечая на вопросы журналистов, заявил: «Цель этой экспедиции не „застолбить“ права России, а доказать, что наш шельф простирается к Северному полюсу. Для этого существуют конкретные научные методы», — подчеркнув при этом: «С точки зрения дипломатии эти вопросы могут решаться исключительно на основе международного права, Международной конвенции по морскому праву и в рамках тех механизмов, которые в соответствии с ней были созданы». В другом интервью он прокомментировал заявление Питера Маккея: «Меня искренне удивило заявление канадского коллеги о том, что кто-то разбрасывается флагами. Никто флагами не разбрасывается. Так делали все первооткрыватели. Когда исследователи достигают какой-то точки, которая никем не исследована, оставляют флаги. Так было и на Луне, между прочим».

### Контекст
На основании того, что хребет Ломоносова пересекает весь Северный ледовитый океан до берегов Канады и датской Гренландии, датские учёные ещё с 2004 года надеялись подтвердить хребет как продолжение шельфа Гренландии, и с 2014 года Дания официально заявила об этом. Также о своих претензиях заявляла Канада. В 2011 заместитель директора ВНИИ Океангеологии Виктор Посёлов пояснил в интервью «Российской газете», что никакого территориального спора нет, так как Россия, Дания и Канада претендуют на разные участки хребта. Претензии государств рассматривает Арбитражный комитет ООН.

## Награды и поощрения
- Сагалевичу Анатолию Михайловичу, Черняеву Евгению Сергеевичу и Чилингарову Артуру Николаевичу присвоено звание Герой Российской Федерации (9 января 2008 года) — за мужество и героизм, проявленные в экстремальных условиях, и успешное проведение Высокоширотной арктической глубоководной экспедиции[21]
- Груздев, Владимир Сергеевич награждён Орден «За заслуги перед Отечеством» III степени (9 января 2008 года) — за проявленное мужество в экстремальных условиях при проведении Высокоширотной арктической глубоководной экспедиции[21]